# Sons of Azrael
Sons of Azrael war eine US-amerikanische Melodic-Death-Metal-Band aus Buffalo, New York, die im Jahr 2004 gegründet und im Jahr 2012 aufgelöst wurde.

## Geschichte
Die Band wurde im Jahr 2004 von Sänger Joe Siracuse, den Gitarristen Greg DiPasquale und Tony Lorenzo, Bassist Rob Steinwandel und Schlagzeuger Derrick Sadkowski gegründet. Nachdem einige Demos veröffentlicht wurden und nach Auftritten mit Bands wie Vital Remains, Crematorium und Unmerciful, unterschrieb die Band einen Vertrag bei Ironclad Recordings, wobei Metal Blade Records die Distribution übernahm. Die Band veröffentlichte im Sommer 2007 ihr Debütalbum The Conjuration of Vengeance. Im Jahr 2010 erschien das nächste Album Scouting the Boneyard.

## Stil
Die Band spielt Melodic Death Metal, bei dem teilweise Einflüsse aus Metalcore und Black Metal hörbar sind. Textlich handeln die Lieder oft von Gore oder sind anti-religiös geprägt.

## Diskografie
- 2004: 2 Song Demo (Demo, Eigenveröffentlichung)
- 2004: Kill Yourself (Demo, Eigenveröffentlichung)
- 2005: A Bullet, That Blew the Beauty Off Your Face (Demo, Eigenveröffentlichung)
- 2006: 2006 Demo (Demo, Eigenveröffentlichung)
- 2007: The Conjuration of Vengeance (Album, Ironclad Recordings / Metal Blade Records)
- 2010: Scouting the Boneyard (Album, Ironclad Recordings / Metal Blade Records)